# Robert Ryman
Robert Ryman (Nashville, 30 de mayo de 1930-Nueva York, 8 de febrero de 2019) fue un pintor estadounidense identificado con los movimientos de la pintura monocroma, el minimalismo, y el arte conceptual. Estudió en el Tennessee Polytechnic Institute en Cookeville y en el George Peabody College for Teachers en Nashville.

## Biografía
En 1952 se mudó a la ciudad de Nueva York decidido a seguir una carrera como saxofonista de jazz. En 1953 comenzó a trabajar como guardia del Museum of Modern Art, en ese mismo año se inspiró a realizar su primera pintura. La primera exposición individual que realizó fue en la Paul Bianchini Gallery de Nueva York en 1967.
La mayoría de sus obras presentan una pincelada influida por el expresionismo abstracto en pintura blanca sobre lienzos cuadrados o superficies metálicas. En 1992, una gran retrospectiva itinerante de pinturas de Ryman fue organizada por el MoMA y la Tate Gallery. Fue miembro de la Academia Americana de las Artes y las Letras de Nueva York desde 1994, y en 2003 fue elegido como vicepresidente de esta. En 2005 le fue concedido el Praemium Imperiale de Pintura otorgado por la Asociación de Arte de Japón y recibió el Premio Roswitha Haftmann.